# Melanoplus sonomaensis
Melanoplus sonomaensis är en insektsart som beskrevs av Andrew Nelson Caudell 1905. Melanoplus sonomaensis ingår i släktet Melanoplus och familjen gräshoppor. Inga underarter finns listade i Catalogue of Life.